# Chemsakiellus taurus
Chemsakiellus taurus là một loài bọ cánh cứng trong họ Cerambycidae.